# Kreis Devoll
Der Kreis Devoll (albanisch: Rrethi i Devollit) war einer der 36 Verwaltungskreise Albaniens, die im Sommer 2015 nach einer Verwaltungsreform aufgehoben worden sind. Das Gebiet mit einer Fläche von 429 Quadratkilometern im Qark Korça bildet heute die Gemeinde Devoll. Der Kreis hatte laut Volkszählung 26.716 Einwohner (2011). Hauptort war die Kleinstadt Bilisht.
Devoll liegt ganz im Südosten des Landes, die ganze östliche und südliche Kreisgrenze ist zugleich Landesgrenze zu Griechenland. In der sozialistischen Zeit gehörte die Region zum Kreis Korça, von dem es bei der Gebietsreform von 1990 wieder abgetrennt wurde.
| Name           | Einwohner | Gemeindeart |
| -------------- | --------- | ----------- |
| Bilisht        | 6.250     | Bashkia     |
| Hoçisht        | 4.461     | Komuna      |
| Miras          | 6.577     | Komuna      |
| Progër         | 3.988     | Komuna      |
| Qënder Bilisht | 5.440     | Komuna      |